# 반계선생유적지
반계 선생 유적지(磻溪 先生 遺蹟地)는 대한민국 전북특별자치도 부안군 보안면 우동리에 있는, 반계 유형원(1622∼1673) 선생의 유적이다. 1974년 9월 27일 전라북도의 기념물 제22호로 지정되었다.

## 개요
조선 효종·현종 때 실학의 선구자인 반계 유형원(1622년∼1673년) 선생의 유적이다.
선생은 1648년 2차례에 과거에 응시하였으나 낙방하고 효종 4년(1653년)에 이곳으로 이사한 후 일생을 숨어지냈다. 선생은 뛰어난 학문으로 거듭 벼슬자리를 받았으나 모두 사퇴하고, 평생을 학문에만 힘을 쓰다가 세상을 떠났다. 이곳에서 그는 『반계수록』26권을 펴냈다.
선생의 학문은 광범위하게 영향을 미쳤는데, 선생의 주된 저서인 『반계수록』에서 농촌을 부유하게 하고 민생을 넉넉하게 하는 여러 가지 주장을 펴 정약용 등의 후기 실학자에게 큰 영향을 끼쳤다.

## 같이 보기
- 유형원

## 참고 자료
- 반계선생유적지 - 국가유산청 국가유산포털